# Ateneum
Ateneum (finès: Ateneumin taidemuseo) és un museu d'art de Hèlsinki, Finlàndia, i un dels museus de la Galeria Nacional Finlandesa. Està localitzat en el centre d'Helsinki, a la plaça Rautatientori al costat oposat a l'estació de ferrocarril Central. Té les col·leccions més grans d'art clàssic de Finlàndia. Anteriorment l'edifici del Ateneum també va albergar l'Acadèmia finlandesa de Belles Arts i la Universitat d'Arts i Disseny de Hèlsinki. L'edifici Ateneum és propietat de Propietats del Senat (finès: Senaatti-kiinteistöt), el proveïdor immobiliàri del govern.

## Col·leccions
Les col·leccions de l'Ateneum inclouen art finlandès, des de retrats rococó del segle xviii fins als moviments d'art experimentals del segle xx. Les col·leccions també inclouen 650 treballs internacionals d'art. Un d'ells és Carrer en Auvers-sur-Oise de Vincent Van Gogh (1890) dipositada el 1903 a l'Ateneum i que el va convertir en el primer museu del món en posseir un Vincent van Gogh. El museu està obert tots els dies de 10:00 a 20:30, excepte els dilluns.

## Arquitectura

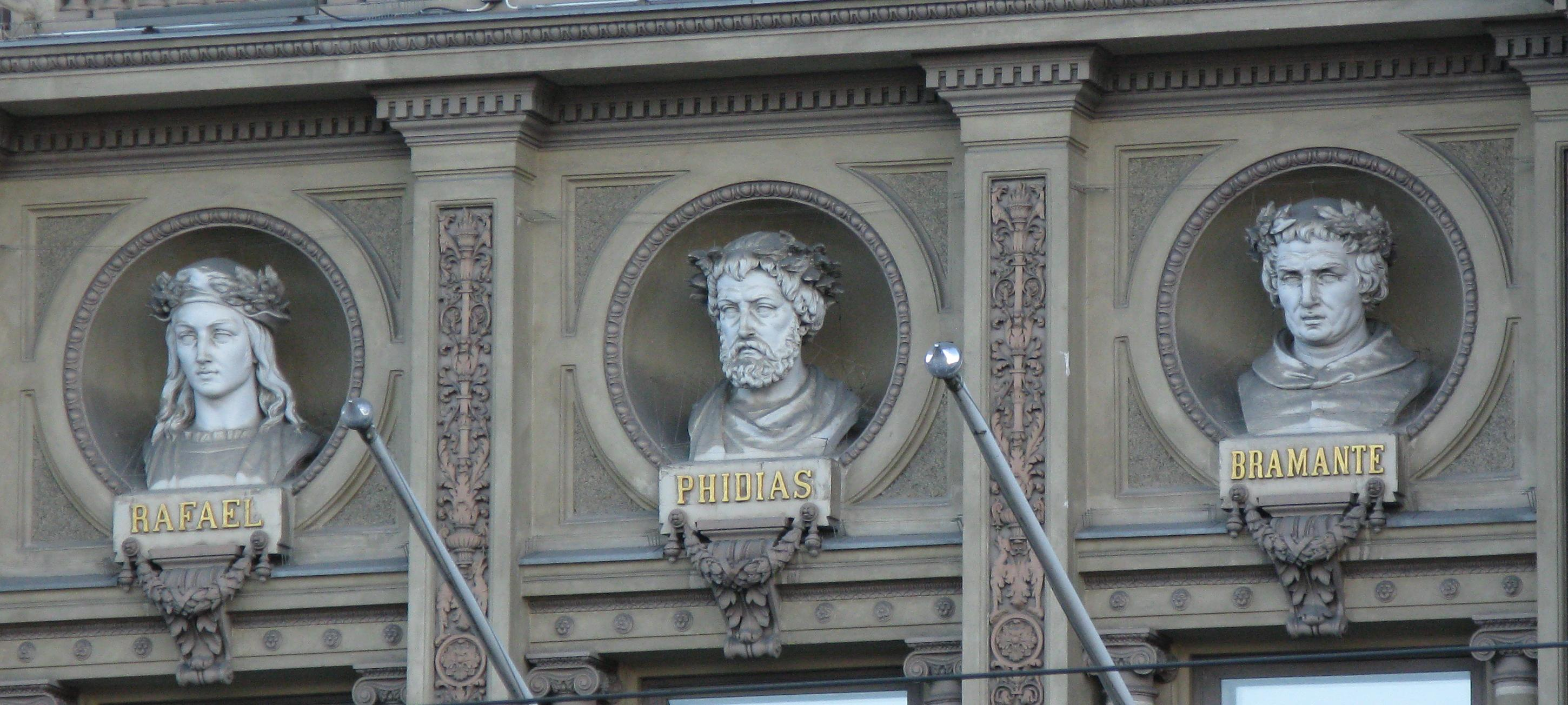
Bustos de Raffaello Sanzio, Fídies, i Bramante

L'edifici de l'Ateneum va ser dissenyat per Theodor Höijer i construït el 1887.
La seva façana està decorada amb estàtues i alleujaments que contenen molts símbols. Per sobre de l'entrada principal, en el segon pis, hi ha bustos de tres artistes clàssics: l'arquitecte Bramante, el pintor Raffaello Sanzio i l'escultor Fídies. Per sobre dels bustos, en el tercer pis, hi han quatre cariàtides que donen suport al frontó. Aquests simbolitzen les quatre formes d'art clàssic: arquitectura, pintura, escultura i música. La façana culmina en un collage d'escultures a on la Deessa d'Art beneeix les obres de les diferents formes d'art. Totes les estàtues van ser realitzades per Carl Sjöstrand. Al mig de les finestres del segon pis hi ha diversos alleujaments de Ville Vallgren, representant artistes finlandesos i internacionals.
Sota el collage del frontó hi ha una frase en llatí: Concordia res parvae crescunt, que es refereix a la llarga batalla dels cercles d'art finlandesos per tal d'establir el museu.